# 吳語拉丁式注音法
吳語拉丁式注音法，因仿照法語拼寫而通稱「法吳」方案，是一套按照國際拼寫習慣設計的當代上海話拉丁化方案，即《上海吳語拉丁式注音法》。2003年推出的第一套上海話拼音輸入法就採用該方案。

## 前言
上海吳語和普通話的語音結構有若干不同。上海話聲母中超過三分之一的濁音、韻母中佔四分之一的入聲，以及若干單元音皆不存在於普通話中。總而言之，超過一半的上海話發音是普通話中沒有的，因此可以理解漢語拼音無法拼寫上海話。而國際音標雖然可以清晰地注音，但使用不便。有上海話使用者認為，爲了上海話的健康發展，一套拼音方案是必不可少的。
上海話拼音可以起到的作用被認為包含：
- 1，漢字注音，方便上海話教學。
- 2，漢字輸入，推動上海話文學。
- 3，對外譯音，如果可能作爲向國際上轉譯上海話的工具。

2001年，方言保護運動的發起人“上海閒話abc”發表了一份吳語拼音草案，在Hisahara，Key等網友的參與下，于2003該草案正名定型為“吳語拉丁式注音法”。
由於法語和上海話對應音素較多，“上海吳語拉丁式注音法”採用了不少法語的拼寫形式，因此被發明者稱為“法吳”。法語對英語的歷史影響較大，兩者的拼寫並不衝突，之所以強調法式只是有些上海話音素存在于法語，而英語裏沒有，並非不符合英語拼寫習慣。雖然通法語者容易掌握該方案，但是並非只有懂法語者才能學會該方案。
由于上海話自身的語音特点，上海話拼音一般有三大特點：
- 1，母音組合表示單母音，
- 2，-n表示鼻化，
- 3，清音不加符號是不送氣音。

全部符合這三點，正是法語拼寫特點，既不可能是英語的，也不可能是德語或國際音標的。
第一本網上上海話字典《上海閒話abc》2001年和之後的《上海吳語手冊》採用該方案。ZXC（郑晓钧）于2003年開發成功的第一個吳語拼音輸入法也採用該方案，使上海話步入電腦時代。該方案也是第一套和目前爲止唯一個不需要使用特殊符號，能標出上海話諸聲調及聯讀變調的拼音方案。

## 拼寫

### 聲母
| 吳語拉丁注音 | 例詞           | 國際音標   | 解釋 |
| ------------ | -------------- | ---------- | --- |
| b            | 跑步bobû       | [b]        | 英語、法語 b |
| p            | 宝贝pôpê       | [p]        | 法語p，漢語拼音b，注音符號ㄅ。（英語sport中的p。） |
| ph           | 乒乓phinphan   | [pʰ]       | 英語和漢語拼音p，注音符號ㄆ。 |
| v            | 文物venveq     | [v]        | 英語、法語的v，漢語拼音v，注音符號 ㄪ。 |
| f            | 方法fanfaq     | [f]        | 英語、法語的f，漢語拼音f，注音符號 匚。 |
| vh           | 朆vhen         | [ʔʋ]       | v相應的清化通音。 |
| m            | 眉毛mimo       | [m]        | 英語、法語的m。 |
| mh           | 猫咪mhomhi     | [ʔm]       | m相應的清化音，相當漢語拼音m，注音符號ㄇ。 |
| d            | 电台dîde       | [d]        | 英語、法語的d。 |
| t            | 搭档taqtân     | [t]        | 法語t，漢語拼音d，注音符號 ㄉ。（英語stop中的t。） |
| th           | 探讨theûthô    | [tʰ]       | 英語、漢語拼音t，注音符號ㄊ。 |
| l            | 轮流lenlioe    | [l]        | 接近英語法語的t，但是有些上海人的發音帶有舌尖閃動，和日語的l一樣。 |
| lh           | 拎lhin         | [ʔl]       | l 相應的清化音，接近漢語拼音l，注音符號ㄌ。 |
| n            | 农奴nonnu      | [n]        | 英語、法語的n。 |
| nh           | 囡囡nheu'nheu  | [ʔn]       | n 相應的清化音，漢語拼音n，注音符號ㄋ。 |
| g            | 戆gân          | [g]        | 英語、法語的g。法語gargouille，英語girl。 |
| k            | 尴尬kekâ       | [k]        | 法語k，漢語拼音g，注音符號ㄍ。（英語sky中的k。） |
| kh           | 慷慨khânkhê    | [kʰ]       | 英語、漢語拼音k，注音符號 ㄎ。 |
| h            | 好汉hôheû      | [h]        | 英語、德語的h。 |
| r            | 闲話reraû      | [ɦ]        | 像法語、荷蘭語的r。是英語h相應的濁音。 |
| ng           | 额外ngaqngâ    | [ŋ]        | ng，越南語的ng，注音符號 ㄫ。 |
| nk           | 吘kn           | [ʔŋ]       | ng相應的清音。 |
| dj           | 棋局djidjioq   | [ʤ]        | 英語、法語的dj。 |
| c            | 坚决ciciuq     | [ʧ]        | 意大利語capucino，中ci不送氣。相當漢語拼音j，注音符號ㄐ。 |
| ch           | 氢气chinchî    | [ʧʰ]       | 英語ch，相當漢語拼音q，注音符號ㄑ。 |
| x            | 兴许xinxiû     | [ʃ]        | 葡萄牙語和漢語拼音的x，英語的sh，注音符號 ㄒ。 |
| j            | 团音“谢谢”jâjâ | [ʒ]        | x的濁音，法語、葡萄牙語、羅馬尼亞語、 土耳其語j。但是，在非重讀音節中，有時會變成德語的j/j/。 |
| gn           | 牛肉gnioegnioq | [ɲ]        | 法語、意大利語的gn。注音符號 ㄬ。聼感上接近ni，但是要軟一些。 |
| kn           | 孃孃knianknian | [ʔɲ]       | gn相應的清音。 |
| dz           | 旧讀“茶”       | [dz]       | 英語、法語的dz。這個聲母，現代蘇滬方言中全部混入z。 |
| tz           | 周转tzoetzeu   | [ts]       | 法語不送氣tz，漢語拼音z，國語羅馬字tz，注音符號ㄗ。 如同西文中的 Shih tzu, Chuang Tzu. |
| ts           | 猜测tsetseq    | [tsʰ]      | 英語送氣的ts，漢語拼音c，國語羅馬字ts，注音符號ㄘ。 |
| z            | 时常zyzan      | [z]        | 英語、法語的z。 |
| s            | 山水sesŷ       | [s]        | 英語、法語的s，漢語拼音s，注音符號ㄙ。 |
| zh           |                | [ʔɹ]       | z相應的清化通音。存在于杭州等地的方言裏。 |
| w            | 黄河wanwu      | [w]        | 濁音性質的英語、法語的 w。 |
| y            | 洋油yanyoe     | [j] 或 [ɥ] | 濁音性質的英語、法語的 y。(除非-y出現在字母s或z之後 。 |
| '            | 鸳鸯ieu'ian    | [ʔ]        | «'» 作爲隔音符號，用在有歧義的時候。舉例：don'i (同意)=don+i, 不是do+ni，而do+ni則直接拼寫為doni，lô'ngâ (老外) =lô+ ngâ, 而lôn+gâ（龍鋸）則直接拼寫為lôngâ。沒有隔音符號的情況下，韻母優先和其之前的輔音和輔音組合結合，除非其之前的輔音組合是nh，ng，nk，在這種情況下，沒有隔音符號的話，-n被當作前一個音節的韻尾，第二字母作爲聲調。 |

1. b/b/,d/d/,dz/dz/,z/z/,v/v/,m/m/,n/n/,l/l/,f/f/ 讀音和英語、法語類似拼寫一致。
2. dj/dʒ/讀音和英語、法語dj拼寫一致。
3. g總是發硬音/ɡ/，s/s/不發/z/。
4. p/p/,t/t/,k/k/是不送氣清音，相當法語、西班牙語的這些音。
5. Ci/ʧ/相當意大利語的ci，比如：c在ciao，cicerone中，不送氣。
6. h/h/ 發音同英語、德語的喉音h。注意普通話的 h/x/ 有點不同。
7. -h在清音後面表示送氣，ph/ph/, th/th/, kh/kh/, ch/ʧh/，ch等於英語(t)ch，/ph/,/th/,/kh/, 相當英語的p,t,k。
8. -h在非塞音性質的濁音後面表示清化，涉及：lh/ʔl/, nh/ʔn/, mh/ʔm/, vh/ʔʋ/, zh/ʔz/。
9. r/ɦ/是h相應的濁音，像法語、荷蘭語和德語的濁小舌擦音r/ʁ/。
10. gn/ɲ/等於法語、意大利語的gn，其清化音拼寫是kn/ʔɲ/。
11. tz/ts/是不送氣音tz(ts)，ts/tsh/是送氣音ts(tz)，这是沿用國語羅馬字的用法。
12. x/ʃ/等於葡萄牙語、巴斯克語、普通話的x/ʃ/，也可寫作sh。
13. j/ʒ/等於法語、葡萄牙語的j。但是j在非重讀音節中，有時候會變成德語的j/j/、英語、法語的y。比如：谢谢jaja，第二個音節时常會變成ya/jɑ/。使用j聲母的詞彙，在口語中有些會讀若英語j/ʤ/，比如：愛情ejin正常讀/ɛʒiɪɲ/，但是有讀/ɛjɪɲ/，也有讀/ɛʤiɪɲ/的。
14. w/w/,y/j/（y除非在s,z後充當母音）都是濁音性質的半母音，不充當介音，當輔音看待。相應的清音半母音聲母聲母是i/i/,u/u/。
15. 隔音符號/ʔ/，用在聯拼情況下，在會產生歧義的時候。比如：a,e,o,i,u五個母音字母前。Y、W當作子音看待，其之前不需要使用隔音。此外，ng、nh、mh等聲母，因為el的关系，el之後是h聲母，等情況下也要使用’。在q字母或在-之後，隔音’ 可以省略。

隔音舉例：孫囡senneu讀sen+neu，山南seneu讀se +neu，身安sen’eu讀sen+eu（廣用式聯讀，第二個音節失去聲調），審案sên-eu讀sên +-eû（窄用式聯讀，第二個音節不失去聲調）。
1. 聯拼符號 -，僅用在“窄用式”聯讀的語義停頓処，在廣用式、窄用式兩讀的情況下，則按照“廣用式”處理。

### 母音
| 吳語拉丁注音 | 例詞            | 國際音標   | 解釋 |
| ------------ | --------------- | ---------- | --- |
| a            | 大家dâka        | [ɑ]        | 法語、意大利語、日語、土耳其語、漢語拼音的a，注音符號ㄚ。                                                                                                 |
| o            | 操劳tsolo       | [ɔ]        | 日語、西班牙語、土耳其語、波蘭語、蒙古語、藏語的o，英語or，法語protocole 。                                                                               |
| e            | 再会tzewe       | [ɛ]        | 日語、西班牙語、土耳其語、波蘭語、蒙古語、藏語的e。注音符號ㄝ。除非在閉音節中。                                                                           |
| i            | 飞机fici        | [i]        | 漢語拼音、法語、日語、西班牙語、土耳其語、蒙古語、藏語的i。英語字母E。注音符號ㄧ。                                                                        |
| u            | 糊涂wudu        | [u]        | 日語的u，相當漢語拼音、西班牙語、德語、土耳其語、蒙古語的u。注音符號ㄨ。在i, y, j,dj, ch, x, c(i), gn之後，讀漢語拼音和德語ü，法語、荷蘭語u，注音符號ㄩ。 |
| iu(ü)        | 须臾siuyu       | [y]        | ü(iu et yu)，讀漢語拼音和德語ü，法語、荷蘭語u，注音符號ㄩ。在 j(dj), x, ch, gn, y , c(i)之後，由於介音i可以省略，加上沒有u與之對立，可以直接拼寫為u。     |
| eu           | 转换tzeuweû     | [ø]        | 相當法語、荷蘭語 «eu» 在開音節的讀法，也是德語正規拼寫 "bleu" "banlieue"中的eu。                                                                          |
| oe           | 欧州oetzoe      | [ɘ⁻], [ɤ⁺] | oe 像英語doe, hoe, foe, voe, toe中的oe。不過是個單元音。舊上海的西洋傳教士認為，接近德語goetze（götze），法語 oeil 中的 oe。                              |
| -y           | 诗词 sy(d)zy    | [ɨ] , [ɿ]  | -y 是國語羅馬字的拼寫，也是波蘭語y/ɨ/的拼寫。相當漢語拼音si，日語羅馬字su，俄語的ы，土耳其語的ı。注音符號ㄙ。                                             |
| au / oo      | 麻花 mauhau     | [ʊ], [o]   | 法語的au，荷蘭語oo。介於u和o之間。也是澳大利亞口音 austral 的 au的發音。                                                                                  |
| -n           | Final consonant | [~], [ɲ]   | 相当法語和日語的 -n ，表示鼻化韻尾。 |
| -q           | Final consonant | [ʔ]        | -q 是喉塞音，或喉音k，像阿拉伯語和希伯來語的-q。帶-q韻尾的，可以理解為是英語的短音。                                                                      |
| -l           | Final consonant | [ɫ]        | -l 是一个舌根部的邊音。 |
| an           | 帮忙panman      | [Ã]        | 法語、日語的 an，像 漢語拼音ang，注音符號ㄤ。 |
| on           | 共同gôndon      | [ǫ̃]        | 法語、日語的 on，像 漢語拼音ong，注音符號ㄨㄥ。 |
| en           | 根本kenpên      | [əɲ]       | 像漢語拼音en，注音符號ㄣ。 |
| in           | 辛勤sindjin     | [iɪɲ]      | 像漢語拼音in，注音符號ㄧㄣ。 |
| iun(ün)      | 均匀ciunyun     | [yɪɲ]      | 像漢語拼音ün，注音符號ㄩㄣ。 |
| aq           | 邋遢laqthaq     | [Aʔ]       | A的短音，接近英語 cut, but 中的母音。 |
| oq           | 龌龊oqtsoq      | [ǫʔ]       | O的短音，介於英語 book et hot 之間的母音。 |
| eq           | 合适reqseq      | [əʔ]       | E的短音，英語her中的母音。 |
| iq           | 吃力chiqliq     | [iɪʔ]      | I的短音，英語bit 中的母音。 |
| iun(ün)      | 缺血chiuqxiuq   | [yɪʔ]      | ou yuq, ü + iq, iu的短音。 |
| el           | 而êl            | [əɫ]       | 像漢語拼音的er，注音符號的ㄦ。 |

1. 開音節中五大母音：a/ɑ/, o/ɔ/, e/ɛ/, i/i/, u/ɯ/, 和西班牙語、意大利語、日語、蒙古語、藏語中五大母音相一致。
2. O/ɔ/是開口o。是波蘭語、荷蘭語、蒙古語、藏語的O，也是意大利語、葡萄牙語的字母o，比較接近日語、西班牙語的o。比國語的o，開口略大些。
3. E在開音節中和意大利語、葡萄牙語、日語、西班牙語的e基本一致。國語ie, üe中的o。e在閉音節中，讀音相當法語字母啞音e/ə/，涉及： en/əɲ/是e 的鼻化音，eq/əʔ/是e的促音，el/əl/是e加上l。
4. u是扁唇型的u/ɯ/，通常察觉不到它和圓唇/u/，即國語u，法語的ou/u/的區别；但在i, y, j, dj, x, ch, gn之後，由于i的省略，u发音相當法語、荷兰語的u/y/，國語和德語的ü/y/。
5. ü相當法語的u/y/，但是有由于ü使用不便，尤其不可能加上聲調符號，所以代之用iu。相應的iuq,iun分别等於üq,ün。在y, dj, j, ch, x, gn之後i可被省略。
6. eu/ø/ 等於法語、荷兰語的eu/ø/，和德語正規拼寫bleu, banlieue中的eu。比如：上海話“團deu”=法語deux/ø/，“安eu”=法語eux/ø/，“般peu”=法語peu/pø/。
7. au(oo) 音標/ʊ/或/o/，等於法語au/o/。比如：“哑”=法語au/o/，疤=法語Pau/po/，爬=法語bau/bo/。au/ʊ/是介于/u/、/o/之间的母音，明显比日語、西班牙語的/o/，甚至比國語的o开口小，現年輕人的發音已經相當接近/u/，或拼作oo。
8. oe音標/ɘ⁻/或/ɤ⁺/，是個偏後的半高扁唇單母音。西洋人聼來比较像法語œil中oe/œ/，或德語goetz(götze) 中的oe/œ/。中國人聼來也與英語toe中的oe/əʊ/相像。比如：上海話的“頭”≈英語doe，“齁”≈英語 hoe，“否”≈英語foe，“浮”≈英語voe。
9. -y/ɿ/僅僅出現在s,z（包括tz, ts, dz）後面，相當國語的si，日語的su，与波兰語的y相像，可以當作不發音。-y是當年的国語羅馬字的用法。

### 韵尾
1. n/~/或/ɲ/和法語一樣，表示一個鼻化母音。比如：an/Ã/, on/ɔ̃/等於法語的an、on[原創研究？]像國語的ang,ong，in/iɪɲ/、en/əɲ/是介于國語in、ing 和en、eng间的音素，iun/yɪɲ/类似ün。
2. -q/ʔ/ 喉音k，近似阿拉伯語、希伯來語、蒙古語的-q；只是在韻母後，也可以认為是標注一個短音。涉及Aq/Aʔ/, eq/əʔ/, oq/ɔʔ/, iq/iɪʔ/,iuq(üq) /yɪʔ/，分别是a,e,o,i,iu(ü)的短音，其中e是央母音/ə/。
3. -l，只有el/əɫ/一種形式，类似國語的erㄦ。

### 聲調
| 聲調       | 聲調符號    | 替代字母         | 聲母和韻母的條件   | 符號拼寫舉例 | 字母標調舉例 | 国际音标 |
| ---------- | ----------- | ---------------- | ------------------ | ------------ | ------------ | -------- |
| 陰平inbin  | 不標調      | 不標調           | 清音聲母，非促韻母 | 衣i          | i            | i⁵¹      |
| 陰去inchî  | 帶 ^        | -h (或-h上,-r去) | 清音聲母，非促韻母 | 意î          | ih (ir)      | i³⁴      |
| 陰入inzeq  | 帶 –q (或?) | -q               | 清音聲母，促韻母   | 一iq( ỉ )    | iq           | iɪʔ⁵     |
| 陽平yanbin | 不標調      | 不標調           | 濁音聲母，非促韻母 | 夷yi         | yi           | ji¹³     |
| 陽去yanchi | 帶 ^        | -h (或-h上,-r去) | 濁音聲母，非促韻母 | 焰yî         | yih ( yir )  | ji¹³     |
| 陽入yanzeq | 帶 –q (或?) | -q               | 濁音聲母，促韻母   | 葉yiq (yỉ )  | yiq          | jiɪʔ²    |

如：
- 陰平inbin: mhen 闷ʔməɲ⁵³
- 陰去inchî: mhehn 猛ʔməɲ³⁴
- 陽平yanbin: men 门məɲ¹³
- 陽去yanchî: mehn 问 məɲ¹³。

#### 單字調
上海話虽有5个或6个声调，但由于阳声调与浊声母配套、阴声调与清声母配套、去声调与去声韵配套，所以实际上只消标注平声与去声即可。去声以在最後一個母音字母上標上法語的長音符號^表示，或者在後一個母音字母後加一個-r或者-h表示。現代上海話上聲和去聲合併，如果有必要區分上聲和去聲，加-r表示去聲，加-h表示上聲。
由于現在上海話聲調作用有限，聯拼時候只需標出重讀音節，即第一個音節和-之後的第一個音節。詳見下文。重讀音節，用西班牙語重音符號´，表示去聲以外的聲調（平聲、入聲），也可以不標；非重讀音節可以不標調。

#### 聯讀变調
上海話聯讀变調分為两类：
- 廣用式：使用範圍較廣，一般是結構緊密的詞彙。這種情況下，只有第一個音節的聲調能夠體現出來，之後的音節聲調體現不出來。有兩種節奏組：如果，第一個音節是平聲（陰平）聲，整個單詞呈現降調；否則整個音節呈現升調。這樣，拼寫時候將各音節按先後連接起來，必要的時候使用’作為隔音符號。除了第一個音節之外，其它音節可以不標聲調。

- 窄用式：使用範圍較窄，是結構較鬆散的詞彙，可以理解為两個詞，也有两個節奏組。這樣，第二個節奏組的第一個音節的聲調也是体現出來的。

比如：“禮拜三lihpa-se”和“禮拜四lihpa-syh”的“三se”和 “四syh”聲調是体現出來的。
聯拼的時候，在語義停頓処用-作為聯拼符號，並省略掉隔音符號’。由于，許多窄用式的詞彙也可以用廣用式，這樣按照廣用式處理。
關於廣用式、窄用式舉個例子。比如：廣用式“炒麵tsohmi”，是名詞，一種食品；窄用式“炒麵tsoh-mih”是動詞，動宾结构。儘管两個字單字調是一樣的，但聯讀聲調不一樣。
| 第一個音節的本調 | 雙音節  | 三音節       | 四音節            | 五音節                 |
| ---------------- | ------- | ------------ | ----------------- | ---------------------- |
| 52 陰平          | 55 - 21 | 55 - 22 - 21 | 55 - 22 - 22 - 21 | 55 - 22 - 22 - 22 - 21 |
| 52 陰平          | 高 - 低 | 高 - 低 - 低 | 高 - 低 - 低 - 低 | 高 - 低 - 低 - 低 - 低 |
| 34 陰去          | 33 - 44 | 33 - 55 - 21 | 33 - 55 - 22 - 21 | 33 - 55 - 22 - 22 - 21 |
| 34 陰去          | 低 - 高 | 低 - 高 - 低 | 低 - 高 - 低 - 低 | 低 - 高 - 低 - 低 - 低 |
| 13 陽平和陽去    | 22 - 44 | 22 - 55 - 21 | 22 - 55 - 22 - 21 | 22 - 55 - 22 - 22 - 21 |
| 13 陽平和陽去    | 低 - 高 | 低 - 高 - 低 | 低 - 高 - 低 - 低 | 低 - 高 - 低 - 低 - 低 |
| 5 陰入           | 3 - 44  | 3 - 55 - 21  | 3 - 55 - 22 - 21  | 3 - 55 - 22 - 22 - 21  |
| 5 陰入           | 低 - 高 | 低 - 高 - 低 | 低 - 高 - 低 - 低 | 低 - 高 - 低 - 低 - 低 |
| 2 陽入           | 2 - 34  | 2 - 22 - 34  | 2 - 22 - 22 - 34  | 2 - 22 - 22 - 22 - 34  |
| 2 陽入           | 低 - 高 | 低 - 低 - 高 | 低 - 低 - 低 - 高 | 低 - 低 - 低 - 低 - 高 |

用-連接的字組就是窄用式連讀聲調節奏組，見下表。
| 窄用式連讀符號-前一個音節 | 陰舒 | 陽舒 | 陰入 | 陽入 |
| ------------------------- | ---- | ---- | ---- | ---- |
| 前段單字                  | 44   | 33   | 4    | 2    |
| 前段字組                  | 33   | 33   | 3    | 3    |

窄用式連讀中-之後的聲調不變。即：如果是一個字保留本來的聲調，如果是一個字組保留廣用式連讀的調。 比如：黃浦區人Wanphuchiu-gnin : 22 55 33-13 和 黃浦區女人 Wanphuchiu-gniugnin : 22 55 33-22 44，前段“黃浦區 Wanphuchiu : 22 55 21”祇有最後一個音節變，而後段“人gnin 13”或“女人gniugnin 22 44”不變。

## 吳語拼音的拓展
《上海吳語拉丁式注音法》，也為其它吳方言注音實實在在留有拓展空間，並非只是自稱“兼容”。
- zh/ʔz/表示清化和通音化的/z/，适用于杭州、衢州等地的方言。
- tz, ts, dz, s, z後加r可以表示蘇州書縣、無錫地區類似國語翹舌音的聲母。

- ou/əɯ/表示類似國語的ou雙母音，蘇州等地的“我”的韻母，該組韻母在上海話中讀u，相當法語ou讀/u/。
- ei/e/、ai/ε/，ae/æ/可以表示不同开口程度的前扁唇母音，适用蘇州話等。
- -y，可以細分為-yi和-yu，使用與蘇南地區的“詩syi”“書syu”对立。
- eun/ø˜/，用于紹興等地的“干keun”的韻母。

聲調上，对于上海以外，上去聲分流的方言，後一母音字母上加¯或加h表示上聲，加^或加r表示去聲。可以滿足四聲八調的所有吳方言。至於，有一些方言點，陰上聲根据聲母送气與否調形不同者，陰上聲可合用一個調號。
等等。

## 常用詞彙
| 國語翻譯        | 吳語注音                  | 吳語漢字 | 國際音標                      |
| --------------- | ------------------------- | --- | ----------------------------- |
| 上海話          | Zahnheh-rerauh            | 上海闲話/上海言話 | zɑ̃'hɛɦɛɦʊ                     |
| 上海人          | Zahnheh-gnin              | 上海人 | [zɑ̃hɛ'ɲiɲ]                    |
| 您好            | non-hoh                   | 侬好 | nǫ̃ hɔ                         |
| 再見            | tzehweh                   | 再会 | tsɛwɛ                         |
| 請              | tsihn / chihn             | 请 | ʦʰiɲ³⁴/ʧʰiɲ³⁴                 |
| 謝謝            | jiahjiah / ziahziah       | 谢谢 | ʒaʒ(j)a/ziazia                |
| 對不起          | tehveqchih                | 对勿起 | tɛvəʔʧʰi                      |
| 我              | nguh                      | 我 | [ŋu]                          |
| 我們            | aqlaq                     | 阿拉 | [Aʔ.lAʔ]                      |
| 他/她           | yi                        | [伊] 错误：{{Lang}}：语言标签：zh-wuu-Hans 无法识别（帮助）                                                             | [ji]                          |
| 他們/她們/它們  | yilha                     | [伊拉] 错误：{{Lang}}：语言标签：zh-wuu-Hans 无法识别（帮助）                                                           | [ji.la]                       |
| 你/您           | non                       | [侬] 错误：{{Lang}}：语言标签：zh-wuu-Hans 无法识别（帮助）                                                             | [nǫ̃]                          |
| 你們            | na                        | [乃] 错误：{{Lang}}：语言标签：zh-wuu-Hans 无法识别（帮助）/[㑚] 错误：{{Lang}}：语言标签：zh-wuu-Hani 无法识别（帮助） | [na]                          |
| 那個            | ehreq                     | [唉隻、唉個] 错误：{{Lang}}：语言标签：zh-wuu-Hans 无法识别（帮助）                                                     | ɛtsAʔɛɦəʔ                     |
| 那裏            | ehtaq                     | [唉墶] 错误：{{Lang}}：语言标签：zh-wuu-Hans 无法识别（帮助）                                                           | ɛtAʔ                          |
| 那地方          | ehmihtaq                  | [唉面墶] 错误：{{Lang}}：语言标签：zh-wuu-Hans 无法识别（帮助）                                                         | ɛmitAʔ                        |
| 這裡            | geqtaq                    | [箇墶] 错误：{{Lang}}：语言标签：zh-wuu-Hans 无法识别（帮助）                                                           | gəʔtAʔ                        |
| 哪裏            | ralihtaq, sahdihfan       | [嚡里墶, 啥地方] 错误：{{Lang}}：语言标签：zh-wuu-Hans 无法识别（帮助）                                                 | ɦɑlitAʔ/sɑdifɑ̃                |
| 哪一個          | ralihtzaq                 | [嚡里隻] 错误：{{Lang}}：语言标签：zh-wuu-Hans 无法识别（帮助）                                                         | ɦɑliʦAʔ                       |
| 什麽            | sah                       | [啥] 错误：{{Lang}}：语言标签：zh-wuu-Hans 无法识别（帮助）                                                             | sɑ                            |
| 誰              | sahgnin                   | [啥人] 错误：{{Lang}}：语言标签：zh-wuu-Hans 无法识别（帮助）                                                           | sɑɲiɲ                         |
| 什麽時候        | sahzenkuan                | [啥辰光] 错误：{{Lang}}：语言标签：zh-wuu-Hans 无法识别（帮助）                                                         | sazəɲkuɑ̃                      |
| 怎麽啦。        | nahnen / nâna / nânenka   | [哪能 / 哪哪 / 哪能介] 错误：{{Lang}}：语言标签：zh-wuu-Hans 无法识别（帮助）                                           | [nanəɲ]/[nana]/[nanəɲka]      |
| 多少錢。        | Cihdi?                    | [几钿] 错误：{{Lang}}：语言标签：zh-wuu-Hans 无法识别（帮助）                                                           | ʧidi                          |
| 是              | zyhreq                    | [是咯] 错误：{{Lang}}：语言标签：zh-wuu-Hans 无法识别（帮助）                                                           | zɿɦəʔ                         |
| 誒。            | eh                        | [唉] 错误：{{Lang}}：语言标签：zh-wuu-Hans 无法识别（帮助）                                                             | ɛ                             |
| 不是            | veqzy / mmeq / vio        | [勿是/呒没/覅] 错误：{{Lang}}：语言标签：zh-wuu-Hans 无法识别（帮助）                                                   | [vəʔzɿ] ou [m̩məʔ], [viɔ]      |
| 在家裏          | Oqlihxiahn                | [屋里厢] 错误：{{Lang}}：语言标签：zh-wuu-Hans 无法识别（帮助）                                                         | oʔɺiʃɑ̃                        |
| 廁所在那裏？    | Tsyhsuhke leqla ralitaq?  | [廁所間剌垃拉嚡里墶？] 错误：{{Lang}}：语言标签：zh-wuu-Hans 无法识别（帮助）                                           | tsʰɿsɯkɛ ɺɐʔɺɐ ɦa̤ɺitɐʔ        |
| 我不知道。      | Nguh veqxiohteq.          | [我勿曉得。] 错误：{{Lang}}：语言标签：zh-wuu-Hans 无法识别（帮助）                                                     | ŋɯ vəʔʃiɔtəʔ                  |
| 國語            | kueqgniuh                 | [國語] 错误：{{Lang}}：语言标签：zh-wuu-Hans 无法识别（帮助）                                                           | kweʔɲy                        |
| 法語            | faqgniuh                  | [法語] 错误：{{Lang}}：语言标签：zh-wuu-Hans 无法识别（帮助）                                                           | fAʔɲy                         |
| 英語            | Ingniuh                   | [英語] 错误：{{Lang}}：语言标签：zh-wuu-Hans 无法识别（帮助）                                                           | ˈiɲɲy                         |
| 你會說國語嗎？: | Non kueqgniuh kheteqleva? | [儂國語讲得來否] 错误：{{Lang}}：语言标签：zh-wuu-Hans 无法识别（帮助）                                                 | nɔ̃ kwəʔɲy kʰɛtəʔ leva         |
| 我愛你！        | Nguh eh non!              | [我愛儂！] 错误：{{Lang}}：语言标签：zh-wuu-Hans 无法识别（帮助）                                                       | ŋɯ ɛː nɔ̃                      |
| 我非常愛戀你！  | Nguh chiqsaq non.         | [我吃煞儂！] 错误：{{Lang}}：语言标签：zh-wuu-Hans 无法识别（帮助）                                                     | ŋɯ̤ ʧʰiɪʔsAʔ nɔ̃                |
| 我也是。        | Nguh razy.                | [我也是。] 错误：{{Lang}}：语言标签：zh-wuu-Hans 无法识别（帮助）                                                       | ŋɯ ɦɑzɿ                       |
| 我非常喜歡你！  | Nguh loh hueuxih non req! | [我牢歡喜儂個!] 错误：{{Lang}}：语言标签：zh-wuu-Hans 无法识别（帮助）                                                  | ŋɯ ɺɔː ˈhɯøʃi nɔ̃ ɦəʔ          |
| 新聞            | sinven/ xinven            | [新聞] 错误：{{Lang}}：语言标签：zh-wuu-Hans 无法识别（帮助）                                                           | [sɪɲ.vəɲ]/[ʃɪɲ.vəɲ]           |
| 死了……          | sihtheqleq / xihtheqleq   | [死脱了] 错误：{{Lang}}：语言标签：zh-wuu-Hans 无法识别（帮助）                                                         | [si.tʰəʔ.ləʔ] / [ʃi.tʰəʔ.ləʔ] |
| 還活著。        | weqlaqheh                 | [活剌嗨（活著）] 错误：{{Lang}}：语言标签：zh-wuu-Hans 无法识别（帮助）                                                 | [wəʔ.lɐʔ.he]                  |
| 很多。          | ciokue /ziachih           | [交關/ 邪氣] 错误：{{Lang}}：语言标签：zh-wuu-Hans 无法识别（帮助）                                                     | [ʧiɔ.kuɛ] / [ziɑ.ʧʰi]         |
| 很差。          | ciokue wah / ziachih wah  | [交關壞 / 邪氣壞] 错误：{{Lang}}：语言标签：zh-wuu-Hans 无法识别（帮助）                                                | [ʧiɔ.kuɛ.wɑ] / [ziɑ.ʧʰi.wɑ]   |
| 裏面。          | lihxiahn                  | [裏厢] 错误：{{Lang}}：语言标签：zh-wuu-Hans 无法识别（帮助）                                                           | [ɺi.ʃiã]                      |
| 外面。          | ngahdoe                   | [外頭] 错误：{{Lang}}：语言标签：zh-wuu-Hans 无法识别（帮助）                                                           | [ŋɑ.dɘ⁻]                      |

## 外部連結
- 谈《通用吴语拼音》（简体中文）
- 吳語注音輸入（页面存档备份，存于）（繁體中文）
- 有声上海话读音字典（页面存档备份，存于）（简体中文）
- 搜狐网《上海吴语拉丁式注音法》被网友习惯称做“法吴”（页面存档备份，存于）（简体中文）
- 吴语拉丁字母注音法（中文）
- 上海话语音有声word教材（简体中文）
- P14 《上海吴语手册》（上海话读音字典）（页面存档备份，存于）（简体中文）
- 《上海吴语拉丁式注音法》联合网（中文）
- 上海话语音（中文）
- 【上海方言】《上海吴语拉丁式注音法》（中文）
- 上海吴语的拼音（上海吴语拉丁式注音法）[永久]（中文）[]
- 吴语拼音方案[永久]（中文）[]
- 上海话家教（页面存档备份，存于）（简体中文）
- 上海话元音（中文）
- 吴语(上海话)拼音  新浪网文化教育（页面存档备份，存于）（简体中文）
- 沙地社区推荐吴语拉丁式（页面存档备份，存于）（吳語）
- Latin Phonetic Method for Shanghainese（页面存档备份，存于）（英文）
- la méthode phonétique latine de Shanghaïen,Fawu[永久]（法文）[]
- the latin method（页面存档备份，存于）（繁體中文）（英文）（法文）
- the latin method[永久]（英文）[]